# Idefjordens församling
Idefjordens församling är en församling i Norra Bohusläns kontrakt i Göteborgs stift. Församlingen ligger i Strömstads kommun i Västra Götalands län och ingår i Strömstads pastorat.

## Administrativ historik
Församlingen bildades 2002 genom en sammanslagning av Hogdals församling, Lommelands församling och Näsinge församling. Församlingen utgjorde från 2002 till 2006 ett eget pastorat under namnet Näsinge pastorat, för att från 2006 vara annexförsamling i pastoratet Strömstad, Idefjorden och Skee-Tjärnö.

## Kyrkobyggnader
- Hogdals kyrka
- Lommelands kyrka
- Näsinge kyrka

### Fotnoter
1. ↑  Stift, kontrakt och pastorat i nummerordning med ingående församlingar 2020-01-01, SCB, läs online.[källa från Wikidata]
2. 1 2  Medlemmar i Svenska kyrkan i förhållande till folkmängd den 31.12.2019 per församling, kommun och län samt riket, Svenska kyrkan, läs online.[källa från Wikidata]
3. ↑  ”Församlingar”. Statistiska centralbyrån. https://www.scb.se/hitta-statistik/regional-statistik-och-kartor/regionala-indelningar/forsamlingar/. Läst 30 december 2022.